# Nikola Bogić
Nikola Bogić (serbisch-kyrillisch Никола Богић; * 6. Juni 1981 in Zrenjanin, Jugoslawien, heute Serbien) ist ein ehemaliger serbischer Fußballspieler, der im Mittelfeld beheimatet ist. Er verbrachte die meiste Zeit seiner Profilaufbahn bei Hajduk Kula. Dort spielte er insgesamt acht Jahre und absolvierte insgesamt 210 Spiele für den Verein. Damit ist er Hajduks Rekordspieler.